# Cepagatti
Cepagatti est une commune de la province de Pescara dans les Abruzzes en Italie.

## Administration
| Période                                  | Période  | Identité      | Étiquette     | Qualité |
| ---------------------------------------- | -------- | ------------- | ------------- | ------- |
| 27 mai 2003                              | En cours | Michele Cantò | Centro-Destra |         |
| Les données manquantes sont à compléter. |          |               |               |         |

### Hameaux
- frazioni: Villanova, Vallemare, Villareia
- contrade: Rapattoni superiore (Stella, Quattroventi, Farese), Rapattoni vecchio (Ventignano), Faiolo (Aurora), Santuccione, Sant'Agata, Mongoccitto, Cantò, Palozzo, Casoni, Buccieri (Calcasacco, Fratini, Buccieri, Giansante), Ciarra

### Communes limitrophes
Chieti (CH), Pianella (PE), Rosciano (PE), San Giovanni Teatino (CH), Spoltore (PE)